# Hurup Thy (stacja kolejowa)
Hurup Thy (duński: Hurup Thy Station) – stacja kolejowa w miejscowości Hurup Thy, w regionie Jutlandia Północna, w Danii. 
Stacja znajduje się na linii Thybanen.
Stacja jest zarządzana i obsługiwana przez Danske Statsbaner i Arriva.

## Linie kolejowe
- Thybanen